# Itamar Franco
Itamar Augusto Cautiero Franco (28. června 1930 – 2. července 2011) byl brazilský politik. V letech 1992–1994 byl prezidentem Brazílie, v letech 1990–1992 viceprezidentem.
V roce 1993 vyhlásil Franco referendum o povaze politického systému, voliči si mohli vybrat mezi republikou a monarchií, a mezi prezidentským či parlamentním systémem (s předsedou vlády hledajícím většinu v parlamentu). Jednoznačně zvítězila republika a prezidentský systém.
Ve volbách roku 1994 zvítězil Francův blízký spolupracovník Fernando Henrique Cardoso, avšak brzy se jejich kroky rozešly a Franco se stal Cardosovým kritikem, zejména kvůli jeho programu privatizace. Odešel do diplomacie a stal se velvyslancem v Portugalsku a v Organizaci amerických států. V letech 1999–2003 byl guvernérem státu Minas Gerais, roku 2011 byl tamtéž zvolen senátorem. Funkci však zastával jen krátce, zastihla ho v ní brzy smrt.